# (34071) 2000 OT57
2000 OT57 (asteroide 34071) é um asteroide da cintura principal. Possui uma excentricidade de 0.17235480 e uma inclinação de 8.57811º.
Este asteroide foi descoberto no dia 29 de julho de 2000 por LONEOS em Anderson Mesa.